# 逸見久美
逸見久美（いつみ くみ、1926年7月12日 - ）は、日本の歌人・日本近代文学研究者。

## 経歴
翁久允の娘として兵庫県芦屋に生まれる。1947年青山学院女子専門部国文科卒、1950年早稲田大学文学部国文科卒、1953年同大学院修士課程修了、1973年実践女子大学大学院国文科博士課程終了、1977年「評傳與謝野鐵幹晶子」で文学博士の学位を取得する。女子聖学院短期大学教授、徳島文理大学教授、聖徳大学教授。
1948年に金沢の百貨店「大和」の出版部勁草書房設立の際の中心人物だった逸見俊吾（富山県出身、1923-2002）の妻。俊吾はのち青林書院を設立するが1961年倒産、青林書院新社（1984年青森書院に改称）となり、1964年社長に復帰、のち会長。長男は青林書院社長の逸見慎一。

## 著書
- 『評伝与謝野鉄幹晶子』八木書店 1975
- 『みだれ髪全釈』桜楓社 1978
- 『わが父翁久允 その青少年時代と渡米』[5]
- 『女ひと筋の道 出版人の妻・研究者として』オリジン出版センター 1981
- 『むらさき全釈』八木書店 1985
- 『小扇』全釈 与謝野晶子第二歌集』八木書店 1988
- 『『鴉と雨』抄評釈 与謝野寛詩歌集』明治書院 1992
- 『『夢之華』全釈 与謝野晶子第六歌集』八木書店 1994
- 『わが夢の華 逸見久美歌集』短歌研究社 波濤双書 1994
- 『新みだれ髪全釈 晶子第一歌集』八木書店 1996
- 『舞姫全釈 與謝野晶子第五歌集』短歌新聞社 1999[6]
- 『翁久允と移民社会1907-1924 在米十八年の軌跡』勉誠出版 2002
- 『明星銀河 歌集』ながらみ書房[7] 波濤双書 2002
- 『明星逍遥 歌集』ながらみ書房 波濤双書 2002
- 『回想与謝野寛晶子研究』勉誠出版 2006
- 『評伝与謝野寛晶子 明治篇』八木書店 2007
- 『恋衣全釈 山川登美子・増田雅子・与謝野晶子合同詩歌集』風間書房[8] 2008
- 『評伝与謝野寛晶子 大正篇』八木書店 2009
- 『明星游子 歌集』ながらみ書房 波濤双書 2010
- 『評伝与謝野寛晶子 昭和篇』八木書店 2012
- 『夢二と久允 二人の渡米とその明暗』風間書房 2016
- 『想い出すままに 与謝野鉄幹・晶子研究にかけた人生』紅書房 2019
- 『歌集 明星探究』紅書房 2020

### 編纂
- 『与謝野鉄幹歌集』短歌新聞社文庫 1993
- 『作家の自伝 3 与謝野晶子』日本図書センター シリーズ・人間図書館 1994
- 『与謝野晶子『みだれ髪』作品論集成』全3巻 大空出版 近代文学作品論叢書 1997
- 『鴉と雨全釈 与謝野寛詩歌集』短歌新聞社 2000
- 『与謝野寛晶子書簡集成』全4巻 八木書店 2001-2003[9]
- 『鉄幹晶子全集』全32巻 勉誠出版 2001-2011
- 翁久允『移植樹 資料翁久允と移民社会 1』大空出版 2007
- 『翁久允年譜 1888-1973』須田満共編 翁久允財団 2014
- 『鉄幹晶子全集』 別巻1- 8―拾遺篇 書誌・年譜 勉誠出版 2013-2020

## 参考
- 『現代日本人名録 2002』日外アソシエーツ